# Bouin (Deux-Sèvres)
Bouin is een plaats en voormalige gemeente in het Franse departement Deux-Sèvres in de regio Nouvelle-Aquitaine en telt 140 inwoners (2004). De plaats maakt deel uit van het arrondissement Niort.

## Geschiedenis
Bouin is op 1 januari 2019 gefuseerd met de gemeenten Ardilleux, Hanc en Pioussay tot de gemeente Valdelaume.  

## Geografie
De oppervlakte van Bouin bedraagt 8,4 km², de bevolkingsdichtheid is 16,7 inwoners per km².
De onderstaande kaart toont de ligging van Bouin (Deux-Sèvres) met de belangrijkste infrastructuur en aangrenzende gemeenten.

## Demografie
Onderstaande figuur toont het verloop van het inwonertal.
Ardilleux · Bouin · Hanc · Pioussay